# Strażnica WOP Braniewo
Strażnica w Braniewie:
1. podstawowy pododdział graniczny Wojsk Ochrony Pogranicza.
2. graniczna jednostka organizacyjna polskiej straży granicznej realizująca zadania bezpośrednio w ochronie granicy państwowej.

## Formowanie i zmiany organizacyjne
W 1963 roku utworzono placówkę WOP w Braniewie. i nadano jej numer 5.
W 1976 roku rozformowało 19 Kętrzyński Oddział WOP, a placówkę przekazano do Kaszubskiej Brygady WOP. 
Po rozwiązaniu w 1991 roku Wojsk Ochrony Pogranicza, strażnica w Braniewie weszła w podporządkowanie Warmińsko-Mazurskiego Oddziału Straży Granicznej.
Siedziba strażnicy SG znajdowała się w Braniewie przy ulicy Kościuszki 103 w budynku policji. Zaplecze logistyczne znajdowało się zaś przy ul. Moniuszki w budynku po batalionie Kaszubskie Brygady WOP. Obiekt wyłączono z użytku w 1995. 23.03.1994 od Urzędu Miasta w Braniewie przyjęto nieruchomość przy ul. Kwiatowej 2 wcześniej użytkowaną przez Miejskie Przedsiębiorstwo Gospodarki Komunalnej i Mieszkaniowej z przeznaczeniem na siedzibę strażnicy SG W Braniewie. Po remoncie obiekt w 1995 oddano do użytku. W ramach realizacji III etapu programu przystosowania Straży Granicznej do standardów Schengen z dniem 2.01.2003 przeprowadzono reorganizację jednostek granicznych. Strażnicę SG w Braniewie włączono do struktury GPK SG w Braniewie.

## Ochrona granicy
W 1991 roku terytorialny zasięg działania obejmował lądowy odcinek granicy państwowej o długości 33,097 km od znaku granicznego nr 2357 (wył.) do znaku granicznego 2417. Od wschodu graniczyła ze strażnicą SG w Górowie Iławeckim, wyłączając znak graniczny 2357. Od 5.08.1993 linia rozgraniczenia ze strażnicą SG w Krynicy Morskiej uległa zmianie i biegła linią brzegową do granicy gminy Tolkmicko. Zmiany terytorialnego zasięgu działania strażnicy SG w Braniewie wprowadzono z dniem 1.01.1994 z chwilą włączenia do systemu ochrony granicy państwowej strażnicy SG w Lelkowie, która przejęła część odcinka, tj. od znaku granicznego 2357 do znaku granicznego 2381. Ochraniany odcinek granicy zmniejszył się do 19,65 km. Linia rozgraniczenia ze Strażnicą SG w Lelkowie biegła granicą gmin Braniewo i Płoskonia oraz Lelkowo i Pieniężno.

## Dowódcy/komendanci strażnicy
- mjr SG Ryszard Reczek (10.05.1991-28.07.1998)
- mjr SG Krzysztof Strankowski (1.08.1998-1.01.2003)[5]